# Alliopsis similaris
Alliopsis similaris este o specie de muște din genul Alliopsis, familia Anthomyiidae. A fost descrisă pentru prima dată de Assis-fonseca în anul 1966. Conform Catalogue of Life specia Alliopsis similaris nu are subspecii cunoscute.